# Borszczewszczina
Borszczewszczina (ros. Борщевщина) – wieś (ros. деревня, trb. dieriewnia) w zachodniej Rosji, w osiedlu wiejskim Prigorskoje rejonu smoleńskiego w obwodzie smoleńskim.

## Geografia
Miejscowość położona jest nad rzeką Nagać, 2,5 km od drogi federalnej R120 (Orzeł – Briańsk – Smoleńsk – Witebsk), 22,5 km od drogi magistralnej M1 «Białoruś», 4,5 km od centrum administracyjnego osiedla wiejskiego (Prigorskoje), 14 km od Smoleńska, 1,5 km od stacji kolejowej (Tyczinino).
W granicach miejscowości znajdują się ulice: Gwardiejskaja, Sadowaja, Zielonaja.

## Demografia
W 2010 r. miejscowość zamieszkiwało 19 osób.